# Quique Setién
Enrique „Quique“ Setién Solar (* 27. September 1958 in Santander) ist ein ehemaliger spanischer Fußballspieler und heutiger -trainer.

## Vereinskarriere

### Karrierebeginn in Santander
Setién wurde am 27. September 1958 in Santander, der Hauptstadt der Autonomen Gemeinschaft Kantabrien im Norden der iberischen Halbinsel geboren, wo er auch aufwuchs und auf einem Platz in seiner Nachbarschaft mit dem Fußballspielen begann. Anfangs trat er für eine Nachwuchsmannschaft von Casablanca an einer Kindermeisterschaft von El Sardinero an und wechselte als 14-Jähriger zum ebenfalls in Santander ansässigen Ausbildungsverein CA Perines. Zu dieser Zeit arbeitete er nebenbei bereits im Büro des in Santander ansässigen Colegio de Farmacéuticos de Cantabria und verdiente dort sein erstes Geld. 1977 erfolgte schließlich der Wechsel zu Racing Santander, für den er noch im selben Jahr im alten El Sardinero, dem Vorgängerbau des heutigen Campos de Sport de El Sardinero, sein Debüt in der Primera División, der höchsten spanischen Fußballliga, gab. Dabei wurde er am 2. Oktober 1977 bei einem 1:1-Remis gegen Betis Sevilla von seinem Trainer Nando Yosu zur Halbzeit für Rafael Ángel Barrero Villar, kurz Barrero genannt, auf das Spielfeld geschickt. In weiterer Folge kam er unter Yosu zu regelmäßigen Einsätzen in der Spaniens Erstklassigkeit; jedoch dauerte es bis Anfang März des darauffolgenden Jahres, ehe Setién seinen Durchbruch schaffte und zum Stammspieler der Verdiblancos, der Grün-Weißen, aufstieg. Bis zum Saisonende 1977/78 hatte es Setién 21 Ligaeinsätze und zwei -treffer gebracht. Mit der Mannschaft belegte er im Endklassement den 13. von 18. Tabellenplätzen. In der Copa del Rey 1977/78 ereilte den Mittelfeldspieler und sein Team bereits in der dritten Runde gegen Real Madrid das frühzeitige Aus.
In der nachfolgenden Spielzeit 1978/79 konnte der Klassenerhalt nicht mehr gesichert werden. Als Vorletzter stieg Racing Santander zusammen mit dem 16., Celta Vigo, und dem auf dem letzten Tabellenplatz liegenden Klub Recreativo Huelva in die spanische Zweitklassigkeit ab. Santander hatte davor zwölf seiner letzten 14 Meisterschaftsspiele verloren. Setién wurde von Trainer Nando Yosu und dessen Nachfolger, dem Interimstrainer Santiago Gutiérrez Calle, zwar regelmäßig eingesetzt, kam am Ende jedoch nur auf 24 Ligaeinsätze, in denen er drei Tore beisteuerte. Wesentlich erfolgreicher agierte der Klub jedoch in der Copa del Rey 1978/79, als die Mannschaft nach Siegen in der ersten, zweiten, dritten und vierten Runde, sowie im Achtelfinale bis ins Viertelfinale gegen den FC Sevilla einzog und erst dort mit einem Gesamtergebnis von 1:4 unterlag. Setién agierte in den Pokalspielen als Stammspieler im Mittelfeld, kam in zehn der zwölf Partien seiner Mannschaft zum Einsatz, wobei er zwei Tore erzielte und ebenso viele für seine Teamkameraden vorbereitete. Unter Laureano Ruiz, der einst selbst aktiver Spieler bei Racing Santander war und bereits in den 1960ern das kurze Zeit die Position des Cheftrainers der Mannschaft innehatte, startete Setién in die Saison 1979/80, in der er schon bald als Stammspieler fungierte. In 33 von 38 möglich gewesenen Meisterschaftsspielen eingesetzt brachte es der 1,82 m große Mittelfeldakteur auf fünf Treffer und schaffte mit seinem Team, auf dem 16. Platz rangierend, nur knapp den Klassenerhalt. Dabei blieb er auch, als Laureano Ruiz im März 1980 durch Moruca als Trainer des Zweitligisten ersetzt wurde, bis zum Ende der Saison ein Stammspieler an der Seite von Spielern wie Piru, Juan Carlos, José Ángel Rojo, Chiri oder Toño. In der 1979/80 kam Setién in fünf der sechs Spiele seiner Mannschaft zum Einsatz, wobei ihm insgesamt zwei Treffer gelangen, und er mit dem Team in der dritten Hauptrunde gegen den Castilla CF, die zweite Mannschaft von Real Madrid, aus dem laufenden Turnier ausschied.

### Rückkehr in die Primera División
Unter Moruca, der 1951 selbst kurzzeitig Spieler bei Santander und bereits in den Jahren 1963 und 1969 bis 1972 das Traineramt beim Klub bekleidete, wurde die Mannschaft wieder auf die Erfolgsspur zurückgeführt. In einer teils recht dicht gestaffelten Endtabelle rangierte Racing Santander am Saisonende 1980/81 hinter dem FC Cádiz (Zweiter) und dem CD Castellón (Erster) auf dem dritten Tabellenplatz und schaffte damit die Rückkehr in die höchste Fußballliga des Landes. Blamabel verlief allerdings die Copa del Rey dieser Saison, als Santander in Runde 3 gegen den Viertligisten UE Figueres aus dem Wettbewerb ausschied. Setién wurde in dieser Spielzeit in 35 Ligapartien eingesetzt und war mit zehn Treffern eher offensiv ausgerichtet; daneben brachte er es noch zu zwei Pokaleinsätzen. An der Seite von Piru, Juan Carlos und dem Argentinier Juan Carlos Verón war er einer der am öftesten eingesetzten (Mittelfeld-)Spieler von Racing Santander in dieser Saison.
Mit der Aufnahme des bereits routinierten Spielers Vicente García Angulo, der seit seiner Jugend dem FC Granada angehörte und dem ebenfalls noch jungen Miguel Bernal, der davor beim Real Madrids Zweitmannschaft spielte, im Sommer 1981 bekam Setién auf seiner angestammten Position weiteren internen Konkurrenzdruck. Bis zur elften Runde der Primera División 1981/82 noch ein stets von Anfang an eingesetzter Stammspieler, der es bis dahin auf drei Tore gebracht hatte, musste er danach drei Monate lang warten, ehe er wieder in der Liga eingesetzt wurde. Wie in seinem letzten Spiel davor, gelang ihm auch bei seinem Comeback am 14. Februar 1982 bei einem 3:0-Heimerfolg über Real Valladolid ein Treffer. Bald darauf konnte sich Setién wieder als Stammspieler im Mittelfeld der Kantabrier etablieren und brachte es über die gesamte Spielzeit auf 22 Ligaauftritte und fünf -tore. Im Endklassement hatte Racing Santander mit dem zwölften Rang einen komfortablen Platz im Tabellenmittelfeld inne. In der Copa del Rey 1981/82 war für Setién und sein Team nach einem Weiterkommen gegen den Santoña CF in Runde 1 in der zweiten Runde gegen den Drittligisten Gran Peña Celtista im Elfmeterschießen Schluss. Setién wurde in drei der vier Spiele eingesetzt und kam auf einen Treffer, sowie eine Torvorlage.

### Neuerlicher Abstieg und sofortige Rückkehr die Erstklassigkeit
Eine schwere Verletzung verhinderte Setiéns Teilnahme an der Primera División 1982/83, die zu einem abermaligen Tiefpunkt in der Geschichte des Klubs, der im Jahre 1983 sein 70-jähriges Bestehen feierte. Nach 34 Spielen lag man hinter Celta Vigo, das sich in den letzten Jahren ebenfalls den Ruf einer Fahrstuhlmannschaft eingehandelt hatte – immerhin spielte man in den letzten acht Jahren nie zwei Spielzeiten hintereinander in derselben Liga –, und dem UD Las Palmas auf dem letzten Tabellenplatz, was einen direkten Abstieg zurück in die Segunda División bedeutete. Ähnlich schlecht verlief die Pokalsaison 1982/83, in der der Klub erneut in der zweiten Runde gegen einen Drittligisten – in diesem Fall den SD Erandio Club – am Weiterkommen scheiterte. Das schlechte Abschneiden hatte auch den Rauswurf von Moruca zur Folge; unter dem ihm nachfolgenden José María Maguregui tat sich Setién daraufhin jedoch nicht schwer sich einen Platz in der Stammformation zu verschaffen. Von 38 Meisterschaftsspielen in der Segunda División 1983/84 versäumte der bereits damals für seine Technik bekannte offensive Mittelfeldakteur zum Saisonende hin nur zwei Begegnungen. Mit seinen elf Treffern, die er dabei erzielte, war er zudem der mannschaftsinterne Torschützenkönig. Obgleich die Mannschaft keines ihrer letzten fünf Meisterschaftsspiele gewinnen konnte, rangierte Racing Santander im Endklassement immerhin noch auf dem vierten Tabellenplatz. Da von den drei erstplatzierten Mannschaften zwei (Castilla CF als zweite Mannschaft von Real Madrid und Bilbao Athletic als zweites Team von Athletic Bilbao) nicht zum Aufstieg berechtigt waren, durften der Viert- und Fünftplatzierte (FC Elche) zusammen mit dem Dritten (Hércules Alicante) in die Primera División aufsteigen. Wie bereits in den Jahren zuvor schied Racing Santander auch in der Copa del Rey 1983/84 in der zweiten Runde aus; diesmal war es mit dem SD Eibar erneut ein Viertligist, an dem man scheiterte.
Die nachfolgende Erstligaspielzeit 1984/85 war für Setién und sein Team eine mäßige. Über die gesamte Spielzeit rangierte man im Tabellenmittelfeld und kam am Ende, als man die Saison auf dem elften Platz abschloss, auch nicht über dieses hinaus. Unter José María Maguregui versäumte der Mittelfeldakteur in weiterer Folge nur ein einziges von 34 Meisterschaftsspielen und war mit seinen sieben Treffern hinter dem irischen Stürmer Alan Campbell (neun Tore) der zweiterfolgreichste Torschütze seiner Mannschaft. Wie schon so oft in der Vergangenheit brachte es Racing Santander nicht über die zweite Runde der Copa del Rey hinaus; 1984/85 scheiterte man am Sestao SC. Bei Einsätze in allen vier Pokalspielen brachte es Setién zweimal zum Torerfolg. Nach 204 Spielen in Spaniens erster und zweiter Fußballliga zeichnete sich am Saisonende 1984/85 ein erster Wechsel Setiéns ab.

### Erfolge mit Atlético Madrid
Noch in der Sommerpause vor der Spielzeit 1985/86 unterzeichnete der Mittelfeldakteur einen Vertrag beim spanischen Vizemeister und Pokalsieger Atlético Madrid, der zu diesem Zeitpunkt von Vereinslegende Luis Aragonés trainiert wurde. Für Setién wurde dies wohl die erfolgreichste Saison seiner gesamten aktiven Karriere. Als Pokalsieger 1984/85 war der Hauptstadtklub automatisch ein Teilnehmer des Europapokals der Pokalsieger 1985/86. Nach Siegen über Celtic Glasgow in Runde 1, Bangor City in Runde 2, sowie Roter Stern Belgrad im Viertel- und Bayer 05 Uerdingen im Halbfinale schaffte das Team rund um den 1,82 m großen Mittelfeldspieler den Einzug ins Finale, das am 2. Mai 1986 vor rund 50.000 Zuschauern im Stade de Gerland in Lyon stattfand und in einer 0:3-Niederlage der Spanier gegen Dynamo Kiew endete. Setién selbst wurde während des gesamten Turniers in sieben der neun Spiele seiner Mannschaft eingesetzt und erzielte in den drei ersten Partien, in denen er über die volle Spieldauer am Rasen war, jeweils einen Treffer. Im Finale kam er ebenfalls zum Zug, als er in der 61. Spielminute für Jesús Landáburu eingewechselt wurde. In derselben Saison gewann er mit den Hauptstädtern das Spiel um die Supercopa de España gegen den Meister FC Barcelona mit einem Gesamtergebnis von 3:2. Des Weiteren wurde er 30 Ligapartien eingesetzt, in denen er fünf Tore erzielte und wurde aufgrund seiner Leistungen erstmals in die spanische A-Nationalmannschaft berufen. Im Endklassement rangierte er mit Atlético Madrid auf dem fünften Tabellenplatz, was eine Teilnahme an der ersten Runde des UEFA-Pokal 1986/87 bedeutete. Daneben wurde Setién für den Titelverteidiger ab dem Achtelfinale in der Copa del Rey 1985/86 eingesetzt, wobei er auch als Torschütze in Erscheinung trat, und schied im Viertelfinale des Wettbewerbs gegen den späteren Finalisten FC Barcelona knapp mit 1:2 aus.
Nach vier Spielzeiten als Trainer von Atlético Madrid wurde Luis Aragonés in der nachfolgenden Sommerpause durch Vicente Miera ersetzt. Unter Miera agierte Setién weiterhin als Stammspieler, ehe Miera nach dem verpassten Weiterkommen im UEFA-Pokal 1986/87, aber einem weitestgehend positiven Abschneiden in der Liga, entlassen und durch Interimstrainer Jesús Martinez Jayo ersetzt wurde. Unter dem neuen Trainer wurde der Mittelfeldakteur bis Anfang Februar 1987 in sieben von zwölf Partien eingesetzt; keine dieser sieben Begegnungen wurde vom Hauptstadtklub gewonnen. Nachdem Siege unter Martinez ausblieben und die Mannschaft begann einige Tabellenplätze nach unten zu rutschen, wurde Luis Aragonés reinstalliert und bis zum Saisonende an den Klub gebunden. Dieser konnte die Mannschaft jedoch auch nicht mehr auf die vorderen Tabellenplätze zurückführen. Aufgrund des in dieser Saison umgestellten Ligasystems wurde die Liga nach den 34 Spielen der regulären Saison in drei Gruppen zu je sechs Mannschaften aufgeteilt. Als Gesamtsiebenter nahm Atlético Madrid an der unbedeutenden zweiten Gruppe teil und gewann diese Gruppe auch. Setién fand in dieser Gruppe kaum mehr Berücksichtigung; in lediglich fünf der zehn Spiele eingesetzt, spielte er nur ein einziges Mal über die volle Spieldauer durch. Insgesamt brachte er es in dieser Saison zu 32 Ligaeinsätzen und drei von vier möglich gewesenen Einsätzen im UEFA-Pokal. Erfolgreich verlief jedenfalls die Copa del Rey 1986/87, in der es die Mannschaft bis ins Finale gegen Real Sociedad schaffte und dort erst im Elfmeterschießen unterlag. Setién kam im Finale in der 86. Minute als Ersatzspieler für Pedro Uralde auf den Rasen.
Nach zwei erfolgreichen Spielzeiten musste Setién unter dem neuen Trainer César Luis Menotti Mittelfeldspielern wie Eusebio, Sérgio Morgado, Jesús Landáburu, Alemão, Joaquín Parra, Quique Ramos, Marcos Alonso oder Roberto Marina den Vortritt lassen. Hauptgrund hierfür waren Diskrepanzen zwischen Setién und dem Vereinspräsidenten Jesús Gil, der sein Amt in Sommerpause angetreten hatte und einer der umstrittensten Trainer im spanischen Fußball wurde. Im gesamten Saisonverlauf 1987/88 kam der Mittelfeldspieler, unter den insgesamt drei Trainern des Hauptstadtklubs in dieser Saison, in lediglich elf Meisterschaftsspielen zum Einsatz, wobei er stets als Ersatzspieler eingewechselt wurde und nie länger als eine halbe Stunde auf dem Spielfeld war. Diese Unstimmigkeiten führten in weiterer Folge auch zur Vertragsauflösung Setiéns seitens des Vereinspräsidenten am Ende dieser Spielzeit. Spieler wie Juan Carlos Arteche, Jesús Landáburu oder Quique Ramos, die ebenfalls gekündigt worden waren, zogen in weiterer Folge zusammen mit Quique Setién sogar gegen Gil vor Gericht, wo sie mitunter auch vom Tribunal Supremo de España, dem Obersten Gerichtshof Spaniens, ihr Recht zugesprochen bekamen. Der mittlerweile 30-jährige Setién, der neben seiner aktiven Karriere zu dieser Zeit auch ein Pub betrieb, spielte zu diesem Zeitpunkt allerdings bereits beim Ligakonkurrenten CD Logroñés, zu dem er im Sommer 1988 gewechselt war.

### Zeit beim CD Logroñés
Bis Setién seine offizielle Freigabe erhielt, dauerte es bis etwa Mitte März 1989. Erst dann wurde er von Javier Irureta, der jedoch nach diesem Spiel entlassen wurde, erstmals in einem Meisterschaftsspiel des Klubs eingesetzt. Unter Interimstrainer Carlos Aimar und dem ihm einen Monat später nachfolgenden Nano, der die Mannschaft bis zum Saisonende übernahm, fand Setién daraufhin zu regelmäßigen Einsätzen in der Primera División, in der er es bei 13 Ligaauftritten zu zwei Treffern brachte. Im Endklassement 1988/89 rangierte die Mannschaft aus der Großstadt Logroñés auf dem 14. Rang und war in der Copa del Rey 1988/89 bereits frühzeitig gegen Betis Sevilla ausgeschieden. Unter José Luis Romero absolvierte der bei Atlético Madrid aussortierte Mittelfeldakteur daraufhin die gesamte Spielzeit 1989/90, in der es zum Stammspieler gebracht hatte. Mit neun Treffern in 32 von 38 möglichen Spielen fand Setién zudem zu seiner früheren Offensivstärke zurück. In der Endtabellen führte er seinen Klub auf den siebenten Tabellenplatz, womit man nur knapp einen internationalen Startplatz verpasste. In der Copa del Rey 1989/90 kam er ebenfalls in den beiden Spielen seines Teams zum Einsatz und schied mit der Mannschaft bereits in der ersten Hauptrunde gegen die zweite Mannschaft des FC Barcelona aus.
Über einen Platz im Tabellenmittelfeld kam er mit seinem Team, das ab Sommer von David Vidal trainiert wurde, auch in der Spielzeit 1990/91 nicht hinaus, als man auf dem zehnten Rang abschloss. Der Routinier versäumte dabei nur zwei der 38 Meisterschaftsspiele seiner Mannschaft und war in 32 seiner 36 Einsätze über die vollen 90 Minuten auf dem Rasen. Hinzu kamen sieben Treffer, darunter unter anderem ein Doppelpack, das er am 7. April 1991 bei einer 2:3-Auswärtsniederlage gegen Betis Sevilla erzielte. Besser verlief es für die Mannschaft auch im spanischen Fußballpokal der Saison 1990/91. Nach Siegen über den CD Manacor in Runde 3, die UE Sant Andreu in Runde 4, Real Murcia in Runde 5 und Betis Sevilla im Achtelfinale brachte es das Team bis ins Viertelfinale, in dem es, nach einem 2:0-Sieg im Hinspiel gegen Sporting Gijón, beim Rückspiel mit 0:3 unterlag und somit knapp aus dem Turnier ausschied. In neun von zehn Pokalspielen eingesetzt, kam Setién zu einem Treffer.
Die Primera División 1991/92, in der Setién weiterhin unumstrittene Stammkraft im Mittelfeld war, sollte für ihn die letzte bei CD Logroñés sein. In der vorwiegend aus Spanien bestehenden Mannschaft, in der mit Toni Polster, Tibor Mičinec, Rubén Da Silva, Nelson Gutiérrez und Cléber Américo da Conceição auch fünf Ausländer unter Vertrag standen, kam er bis zum Saisonende unter seinem Trainer David Vidal in 33 Meisterschaftspartien zum Einsatz und erzielte dabei zwei Tore. Im Endklassement schaffte er es mit seinem Team auf den zehnten Platz und scheiterte in der Copa del Rey 1991/92 abermals knapp im Viertelfinale und dies erneut gegen Sporting Gijón. Auch hier war er als Stammspieler in allen acht Pokalpartien des CD Logroñés im Einsatz gewesen.

### Rückkehr zu Santander und Karriereausklang
Danach folgte er dem Ruf seines ehemaligen Klubs Racing Santander und absolvierte bei diesem eine erfolgreiche Zweitligasaison 1992/93, wobei die Mannschaft über den gesamten Saisonverlauf immer unter den Top 5 rangierte. Mit 37 von 38 möglich gewesenen Ligaspielen war Setién einer der Hauptleistungsträger seines Teams und war zudem mit seinen elf erzielten Toren zusammen mit dem Nigerianer Mutiu Adepoju, der ebenfalls so viele Tore machte, mannschaftsinterner Torschützenkönig. Als Dritter hinter Real Valladolid (Zweiter) und der UE Lleida (Erster), die beide fix in die Primera División aufstiegen, belegte Santander den dritten Tabellenplatz und hatte dadurch, ebenso wie der Viertplatzierte, RCD Mallorca, die Chance über die Aufstiegs-Play-offs doch noch den Aufstieg in Spaniens Erstklassigkeit zu schaffen. Der Routinier wurde auch hier von Paquito García in beiden Partien gegen Espanyol Barcelona eingesetzt und schaffte mit seiner Mannschaft einem Gesamtergebnis von 1:0 die Rückkehr in die höchste Fußballliga des Landes, in der man zuletzt in der Saison 1986/87 vertreten war. In der Copa del Rey 1992/93 erreichte er mit dem Team nur die vierte Runde und unterlag in dieser Real Oviedo deutlich mit einem Gesamtscore von 3:8.
Zur Saison 1993/94 übernahm Javier Irureta, unter dem Setién bereits für einige Monate beim CD Logroñés gespielt hatte, das Traineramt der Kantabrier. Unter Irureta absolvierte er daraufhin eine nahezu lupenreine Spielzeit, in der er in allen 38 Meisterschaftsspielen auf dem Rasen war und hiervon 36 über die kompletten 90 Minuten durchspielte. Mit acht Treffern zeigte er abermals mit seiner Torgefährlichkeit auf und war hinter dem ehemals sowjetischen und mittlerweile russischen Nationalspieler und Mittelstürmer Dmitri Radtschenko, der es auf elf Tore brachte, zweitbester Torschütze seiner Mannschaft. Über die gesamte Saison hatte sich Racing Santander im Tabellenmittelfeld bewegt und schloss die Primera División 1993/94 daraufhin auf dem achten Platz ab. In der Copa del Rey 1993/94, in der Setién lediglich in einer Begegnung eingesetzt wurde, schied der Klub nach einem Sieg über den CD Mármol Macael in der dritten Hauptrunde in der nachfolgenden vierten Runde gegen den eben erst in die dritte Liga aufgestiegenen Talavera CF aus.
Als Javier Irureta in der Sommerpause durch Vicente Miera, unter dem Setién bereits bei Atlético Madrid gespielt hatte, abgelöst wurde, fungierte er auch unter dem neuen Trainer neben Tomás González Rivera und Andrej Syhmantowitsch als einer von drei Routiniers in dem ansonsten durchwegs jungen Mittelfeld von Santander. Der zeitweise sogar als Mannschaftskapitän eingesetzte Mittelfeldspieler verpasste nur ein einziges Saisonspiel und kam auf eine Trefferbilanz von sechs Toren. Damit war er hinter den beiden Russen Dmitri Radtschenko und Dmitri Popow der drittbeste Torschütze seiner Mannschaft in dieser Saison. Wie bereits im Jahr davor brachte es Racing Santander auch 1994/95 nicht über die vierte Hauptrunde des Fußballpokals hinaus und scheiterte diesmal aufgrund der Auswärtstorregel an Rayo Vallecano. In der nachfolgenden Spielzeit 1995/96, in der Setién auch seinen 37. Geburtstag feierte, war seine Einsatzzeit jedoch begrenzt. Zwar kam er noch zu regelmäßigen Einsätzen, doch setzte ihn Miera nicht mehr über die volle Spieldauer ein.
Anfang des Jahres 1996 wurde Setién von dem Verein entlassen, bei dem er knapp 20 Jahre zuvor seine Profikarriere begonnen hatte. Inklusive seines letzten Spiels als Profi am 2. Dezember 1995 gegen den FC Barcelona hatte er es noch auf 15 Ligaeinsätze, sowie zwei Pokalspiele gebracht. Setiéns Abgang war in gewisser Weise auch mit ein Grund dafür, dass Vicente Miera einen Tag später als Trainer entlassen wurde, nachdem sich dieser in der Tageszeitung El Diario Montañés negativ über die Stadt Santander geäußert hatte. Danach heuerte der 37-Jährige noch kurz beim spanischen Drittligisten UD Levante, für den er in der Saison 1995/96 noch zu drei Ligaeinsätzen kam, an. Der Klub rangierte am Ende überlegen auf dem ersten Platz der Gruppe 3 der Segunda División B und schaffte in den nachfolgenden Aufstiegs-Play-offs den Aufstieg in den Profifußball. Mit Einsätzen in fünf der sechs Play-off-Spiele und zwei wichtigen Toren hatte Setién maßgeblichen Anteil am Aufstieg. Nach dem Erfolg mit Levante beendete Setién seine Karriere als Aktiver im Profifußball.

### Beachsoccer nach dem Karriereende
Auf Einladung von Joaquín Alonso, einem einstigen spanischen Nationalspieler und einer Vereinslegende von Sporting Gijón, kam er in weiterer Folge zum Beachsoccer. Nach seinem ersten Spiel in Miami, Florida, gehörte er in den Jahren 1997 bis 2003, als er teilweise bereits als Fußballdirektor und Trainer arbeitete, der spanischen Beachsoccer-Nationalmannschaft an. An der Seite von ehemaligen Weltklassespielern und Profis wie Emilio Butragueño, Míchel, Julio Salinas, Rafael Gordillo oder dem bereits erwähnten Joaquín absolvierte er in dieser Zeit zahlreiche Partien. Mit seinem Heimatland trat er mehrfach in der von Beach Soccer Worldwide organisierten Euro-Beachsoccer-League an und gewann das Turnier mit den Spaniern in den Jahren 1999 und 2000, wobei er selbst auch einmal Torschützenkönig wurde. Insgesamt gewann Spanien das Turnier während Setiéns aktiver Beachsoccer-Zeit vier Mal und belegte einmal den zweiten, sowie einemal den vierten Platz. Während dieser Zeit wurde auch der in späteren Jahren überaus erfolgreiche Ramiro Amarelle, als dessen Mentor Setién daraufhin fungierte, entdeckt.

## Nationalmannschaftskarriere
Zum ersten Mal in der U-21-Nationalmannschaft seines Heimatlandes stand Setién im Jahre 1978, als er gerade seine zweite Saison als Profi bei Racing Santander absolvierte. Dabei kam er am 9. oder 10. Dezember 1978 über die vollen 90 Minuten in der Gruppe 3 der Qualifikation zur U-21-Europameisterschaft 1980 gegen Zypern zum Einsatz. Über drei Jahre später absolvierte der mittlerweile 23-Jährige ein weiteres U-21-Länderspiel, als er am 6. April 1982 im Augsburger Rosenaustadion anlässlich des Viertelfinales der U-21-Europameisterschaft 1982 60 Minuten in einer 0:2-Niederlage gegen Deutschland zum Einsatz kam.
In seiner Erfolgssaison mit Atlético Madrid fand Setién 1985/86 den Weg in die A-Nationalmannschaft Spaniens. Am 20. November 1985 gab er in einem freundschaftlichen Länderspiel gegen Österreich sein Debüt, als er von Nationaltrainer Miguel Muñoz beim 0:0-Remis über die volle Spieldauer eingesetzt wurde. Einen Monat später absolvierte er ein weiteres Freundschaftsspiel; beim 2:0-Sieg über Bulgarien am 18. Dezember war er von Beginn an auf dem Spielfeld und wurde in Minute 72 durch Manuel Sarabia, der Jahre später mit ihm beim CD Logroñés spielen sollte, ersetzt. Ein weiteres Monat später kam der Mittelfeldakteur zu seinem dritten und letzten Einsatz für La Furia Roja, als er bei einem 2:0-Erfolg über die UdSSR am 22. Januar 1986 zur Halbzeit eingewechselt wurde.
Anschließend gehörte Setién bei der Weltmeisterschaftsendrunde 1986 zum spanischen Aufgebot, kam aber bis zum letztlich im Elfmeterschießen gegen Belgien verlorenen Viertelfinalspiel zu keinem Einsatz während des Turniers. Damit blieb es bei drei Länderspieleinsätzen im Laufe seiner Karriere.

## Trainerkarriere

### Fußballdirektor und Trainer bei Racing Santander
Rund fünf Jahre nach seinem Karriereende als aktiver Fußballspieler übernahm Quique Setién, einen Tag nach der Entlassung von Gustavo Benítez, das Traineramt bei dem Klub, bei dem er den Großteil seiner bisherigen Laufbahn verbracht hatte, Racing Santander. Bereits seit Saisonbeginn 2001/02 bekleidete er im Verein das Amt des Fußballdirektors, eine Position, die in den spanischen Medien mit der von Jorge Valdano bei Real Madrid verglichen wurde. Die Mannschaft, die ihr letztes Spiel gegen den SD Eibar, das Entscheidungsspiel über Benítez Trainerlaufbahn bei Santander, nicht gewinnen konnte und mit lediglich einem einzigen Sieg aus den ersten sieben Ligapartien auf dem 19. Tabellenplatz rangierte, fand unter Setién wieder zurück auf die Erfolgsspur. Im darauffolgenden Spiel sogar auf einen Abstiegsplatz gerutscht, schaffte das Team binnen elf Spieltagen den Sprung unter die Top 3 der Liga. In weiterer Folge konnte sich Racing Santander auf den vorderen Tabellenplätzen halten und wurde am Ende hinter Atlético Madrid Vizemeister der spanischen Zweitklassigkeit, womit auch der direkte Aufstieg in die höchste Fußballliga des Landes verbunden war. Für Setién war es der vierte Aufstieg mit Racing Santander in die Primera División – dreimal als Spieler und einmal als Trainer.

### Erfolglos bei Polideportivo Ejido
Trotz des großen Erfolges übernahm das Traineramt daraufhin in der Sommerpause sein einstiger Mannschaftskollege Manuel Preciado, der davor die zweite Mannschaft des Klubs trainiert hatte. Bereits im November 2001 hatte Setién beschlossen, seine Trainertätigkeit nur bis zum Saisonende ausüben zu wollen. Danach blieb der einstige spanische Nationalspieler noch eine weitere Saison als Fußballdirektor von Racing Santander erhalten und wechselte in der Folge im Sommer 2003 als Trainer zum spanischen Zweitligisten Polideportivo Ejido. Das Unternehmen scheiterte jedoch bereits nach wenigen Monaten. Nachdem der andalusische Klub nur zwei seiner letzten bewerbsübergreifend 15 Spiele gewinnen konnte, wurde Mitte November 2003 die Entlassung Setiéns bekanntgegeben. Die interimistische Leitung des Trainings wurde daraufhin von Setiéns Co-Trainer José María Salmerón übernommen, der jedoch nur wenige Tage später durch Julián Rubio, der die Mannschaft bis zum Saisonende trainierte und zumindest von den Abstiegsplätzen wegführen konnte, ersetzt wurde. Kurz vor Saisonende wurde abermals Salmerón als Interimstrainer eingesetzt, nachdem die Mannschaft in den letzten Spielen unter Rubio wieder auf die Abstiegsplätze zugesteuert war.

### Assistent der russischen Beachsoccer-Auswahl und Nationaltrainer Äquatorialguineas
In den Jahren danach fungierte Setién unter anderem von 2005 bis 2006 als technischer Direktor und Co-Trainer der russischen Beachsoccer-Nationalmannschaft. Über seinen einstigen Teamkollegen Dmitri Popow und Waleri Karpin, den er ebenfalls aus seiner aktiven Zeit kannte, wurde er dabei mit Nikolai Pissarew, den Trainer der russischen Beachsoccer-Nationalmannschaft in Kontakt gebracht. Seine Aufgaben bei den Russen bestanden darin, neue Spieler für das Team zu finden und diese zu trainieren, sodass das russische Team wettbewerbsfähiger werde. Einige Wochen später nahm er mit dem Team bereits am Euro-Beachsoccer-Cup teil. Vor eigenem Publikum in Moskau schafften es die Russen, die davor nie unter den besten Vier platziert waren, bis ins Finale gegen die Schweiz und unterlagen in diesem nur knapp mit 3:4.
Im Herbst 2006 wechselte Setién, der als Bewunderer der Philosophie von Johan Cruyff gilt, zur Fußballnationalmannschaft von Äquatorialguinea, wo er das Traineramt des Brasilianers Antônio Dumas übernahm. Dies entstand im Zuge einer Vereinbarung, an der auch der CD Logroñés beteiligt war und infolge derer eine von Setién auserlesene äquatorialguineische Spielerauswahl auch den Weg zum CD Logroñés finden sollte. Hierbei konzentrierte man sich auf geschätzt etwa 200.000 Kinder unter 15 Jahren in der einstigen spanischen Kolonie. Nach nur drei Monaten endete Setiéns Tätigkeit in Äquatorialguinea wieder und er kehrte nach Spanien zurück.

### Über den CD Logroñés zum CD Lugo
Danach schloss er sich dem CD Logroñés, bei dem er einst jahrelang in der Primera División gespielt hatte, an. Der sowohl sportlich, als auch finanziell stark angeschlagene Klub spielte mittlerweile in der spanischen Drittklassigkeit und schaffte es auch unter Setién Führung nicht sich von den hinteren Tabellenplätzen zu lösen. Nach nur wenigen Monaten im Amt – der CD Logroñés rangierte auf dem letzten Platz der Gruppe 2 der Segunda División B – wurde der einstige Mittelfeldakteur im Januar 2008 wieder entlassen und durch Agustín Abadía, der mit dem Team zwar noch den Klassenerhalt schaffte, einen Zwangsabstieg aufgrund finanzieller Probleme jedoch auch nicht abwenden konnte, ersetzt.
Im Sommer 2009 übernahm er daraufhin das Traineramt des Ligakonkurrenten CD Lugo, bei dem er Fonsi Valverde als Trainer ablöste. Beim galicischen Verein, der an der Segunda División B 2009/10 in der Gruppe 1 teilnahm, führte er sein Team in seiner ersten Saison auf den siebenten Tabellenrang, nachdem man einige Zeit lang sogar auf dem dritten Platz rangierte. In der darauffolgenden Spielzeit 2010/11 verfügte der CD Lugo über eine der dominierenden Mannschaften der Liga; bereits ab dem 17. Spieltag rutschte die Mannschaft bis zum Saisonende nie wieder von der Tabellenführung ab und wurde am Ende Meister der Gruppe 1 der Segunda División B. Dadurch war das Team für das Aufstiegs-Play-offs der Gruppensieger qualifiziert, scheiterte in diesem jedoch knapp mit einem Gesamtergebnis von 1:2 an Real Murcia. Aufgrund des ersten Platzes war der CD Lugo für die Teilnahme an der Copa del Rey 2011/12 qualifiziert; Setién führte sein Team jedoch nur in die erste Runde, in der man mit einem Gesamtscore von 1:3 Real Oviedo unterlag. Auch 2011/12 gehörte die von Setién trainierte Mannschaft zu den erfolgreichsten der Gruppe 1 der Segunda División B; am Ende wurde mit Platz 3 ein Qualifikationsplatz für die Aufstiegs-Play-offs erreicht. Nach dem SD Eibar in Runde 1 und Atlético Baleares in Runde 2 schaltete Lugo in der dritten Runde Cádiz erst im Elfmeterschießen aus und sicherte sich 19 Jahre seit der letztmaligen Teilnahme an Spaniens zweiter Liga den Aufstieg.
In der Copa del Rey 2012/13 bereits frühzeitig in der zweiten Runde gegen Racing Santander ausgeschieden, konnte sich die Mannschaft in der Segunda División 2012/13 mit Rang elf zumindest einen Platz im Tabellenmittelfeld erspielen. Bis wenige Runden vor Saisonende hatte die Mannschaft noch auf dem sechzehnten Platz gelegen und konnte sich nach einem 2:0-Heimsieg über den CE Sabadell von den hinteren Tabellenplätzen befreien. Der zu Saisonende auslaufende Vertrag mit Setién, der sich noch Monate zuvor über die bescheidene Infrastruktur des Klubs beschwert hatte, wurde daraufhin zumindest um eine weitere Spielzeit verlängert, nachdem sich Setién dazu bereiterklärt hatte, die Mannschaft doch noch weitertrainieren zu wollen. Eine Bedingung, um überhaupt weiterhin in der zweiten spanischen Liga zu bestehen, war es für den CD Lugo seinen Profispielbetrieb in eine Sociedad Anónima Deportiva auszugliedern, was schrittweise in den darauffolgenden Monaten erfolgte. Etwas turbulenter verlief die Saison 2013/14, in der Setién sein Team in der elften Meisterschaftsrunde sogar auf den zweiten Tabellenplatz führte, den das Team jedoch rasch wieder verlor und binnen weniger Spiele bis auf den 14. Platz abrutschte. Nach einem neuerlichen Aufschwung in der zweiten Hälfte der Saison, konnte der CD Lugo am Ende nur mehr eines seiner letzten sieben Meisterschaftsspiele für sich entscheiden und beendete die Spielzeit auf dem zwölften Tabellenrang. In der Copa del Rey 2013/14 schaffte die Mannschaft nur ein knappes Weiterkommen gegen den CD Mirandés in der zweiten Runde und schied in der darauffolgenden gegen Recreativo Huelva vom Wettbewerb aus. Daraufhin hängte Setién, der Angebote anderer Vereine ausschlug, noch eine weitere Saison beim galicischen Klub an; die Vertragsverlängerung erfolgte Anfang Juni 2014.
Entgegen allen Bemühungen blieb der CD Lugo jedoch auch in der Segunda División 2014/15 ein Mittelklasseklub, der es am Ende lediglich auf den 15. Tabellenplatz brachte – nur fünf Punkte vom nächsten Abstiegsplatz entfernt. Am 7. Juni 2015 leitete mit der Begegnung FC Girona – CD Lugo (1:1) sein letztes Spiel als Trainer des nordwestspanischen Vereins und verließ den Klub in weiterer Folge nach sechs aufeinanderfolgenden Spielzeiten. Wenige Tage zuvor hatte er von der Vereinsführung vom Ende seiner Zeit in Lugo erfahren. Wie bereits in der Saison davor scheiterte der CD Lugo auch im Pokal der Saison 2014/15 in der dritten Runde an der Konkurrenz.

### Wechsel zum Erstligaaufsteiger UD Las Palmas
Während er beim CD Lugo durch Luis Milla ersetzt wurde, zog es Setién nach kurzer Vereinslosigkeit am 19. Oktober 2015 zur UD Las Palmas, die nach 13-jähriger Abwesenheit wieder in die Primera División zurückgekehrt war, wo er ab der neunten Spielrunde Paco Herrera ersetzte und die Mannschaft vom vorletzten Tabellenplatz wieder ins Tabellenmittelfeld brachte. Setién unterschrieb dabei einen Vertrag bis zum Saisonende, mit der Option auf eine weitere Spielzeit. Nachdem sich auch der einstige spanische Internationale anfangs schwer tat, die Mannschaft von der Abstiegszone weg zu bringen, gelang ihm dies dann im letzten Drittel der Saison, als er das Team sogar nahe an einen internationalen Startplatz brachte, die Saison dann aber doch auf dem elften Tabellenplatz beendete. Aufgrund seiner Leistungen wurde er im März 2016 sogar als bester Trainer der Primera División ausgezeichnet. In der Copa del Rey 2015/16 schied der „Trainer des Monats März“ bereits im Januar im Viertelfinale gegen den FC Valencia mit einem knappen Gesamtergebnis von 1:2 aus. Nachdem sein auslaufender Vertrag in weiterer Folge verlängert wurde, indem die Option gezogen wurde, strauchelte der Klub aus Gran Canaria in der darauffolgenden Saison 2016/17. Trotz eines guten Starts rutschte die Mannschaft ab der dritten Runde in der Tabelle immer weiter ab; vor allem 13 Niederlagen und nur drei Siege in den letzten 18 Meisterschaftsrunden bis zum Saisonende trugen zum 14. Platz, den das Team im Endklassement belegte, bei. Auch leihweise Verpflichtungen von Jesé oder Alen Halilović im Winter konnten zu keinen besseren Ergebnissen beitragen. Bereits am 18. März 2017 ließ Setién verlautbaren, aufgrund einiger unüberwindlich gewordener Differenzen ab der kommenden Saison nicht mehr das Traineramt bei den Kanaren ausüben zu werden.

### Betis Sevilla
Nachdem er bereits im Jahre 2014 von Betis Sevilla umworben worden war, wurde Setién am 26. Mai 2017 als deren neuer Trainer vorgestellt. Beim andalusischen Klub unterzeichnete er einen Dreijahresvertrag – beginnend ab der Spielzeit 2017/18. Die erste Saison unter Setiéns Führung verlief weitestgehend durchwachsen; anfangs noch auf den vorderen Tabellenplätzen rangierte das Team im weiteren Saisonverlauf vermehrt im Tabellenmittelfeld, konnte sich aber März 2018 wieder auf die vorderen Plätze nach vor kämpfen und schloss die Saison zwei Monate später auf dem sechsten Tabellenplatz ab. Anders als mit der UD Las Palmas, mit der er es in der Copa del Rey 2016/17 zumindest noch ins Achtelfinale, als die Mannschaft ein knappes Aus gegen Atlético Madrid ereilte, schied Setién mit Betis Sevilla 2017/18 bereits in eine Runde früher mit einem Gesamtscore von 5:6 gegen den FC Cádiz vom laufenden Turnier aus. Aufgrund der Tabellenposition im Endklassement der Primera División 2017/18 war Betis Sevilla daraufhin zur Teilnahme an der Gruppenphase zur UEFA Europa League 2018/19 anstelle des Pokalsiegers berechtigt.
Die anschließenden Gruppenphase beendete die von Setién trainierte Mannschaft als Sieger der Gruppe, woraufhin das Team ins Sechzehntelfinale gegen Stade Rennes einzog und dieses, nach einem 3:3-Remis im Hinspiel, im nachfolgenden Rückspiel mit 1:3 verlor. In der Liga war der Spielfluss anfangs durch ein ständiges Auf-und-Ab geprägt; erst in der zweiten Hälfte der Saison kehrte Kontinuität ein. Der Kantabrier führte seine Mannschaft daraufhin auf den zehnten Tabellenplatz der Primera División 2017/18 und war mit dem Team vor allem in der Copa del Rey 2018/19 erfolgreich, als man erst im Halbfinale knapp mit einem Gesamtergebnis von 2:3 dem späteren Pokalsieger FC Valencia unterlag. Nachdem es davor bereits zu Differenzen mit den Anhängern des Klubs, die bereits seit Monaten seinen Rücktritt forderten, und dem Sport-Vizepräsidenten Llorenç Serra Ferrer gekommen war, wurde die Zusammenarbeit mit Setién noch ein Jahr vor Vertragsende mit Saisonende 2018/19 eingestellt.

### Trainer des FC Barcelona
Bereits im Januar 2019 wurde Setién mit dem FC Barcelona in Verbindung gebracht. Am 13. Januar 2020 unterschrieb Setién beim FC Barcelona einen Vertrag mit einer Laufzeit bis 30. Juni 2022 und löste Ernesto Valverde als Trainer des amtierenden Meisters und Tabellenführers ab. Der eigentliche Wunschkandidat der Klubführung, Xavi, hatte dem Verein eine Absage erteilt. Barcelona wurde letztlich nur Vizemeister und schied im Viertelfinale des spanischen Pokals aus. In der Champions League erlebte der Verein ein Debakel: Die 2:8-Niederlage im Viertelfinale gegen den FC Bayern München war die höchste in Barcelonas Europapokalgeschichte. Acht Gegentore hatten die Katalanen in einem Pflichtspiel zuletzt im Jahr 1946 kassiert. Wenige Tage später trennte sich der Verein von Setién.

### FC Villarreal
Im Oktober 2022 unterschrieb Setién einen Vertrag mit einer Laufzeit bis 2024 beim FC Villarreal. Im September 2023 wurde er entlassen.

## Erfolge

### Als Spieler
mit Racing Santander
- Aufstieg in die Primera División: 1980/81, 1983/84, 1992/93

mit Atlético Madrid
- Spanischer Supercupsieger: 1985
- Europapokal der Pokalsieger: Finalist 1985/86
- Copa del Rey: Finalist 1986/87

mit dem UD Levante
- Aufstieg in die Segunda División: 1995/96

### Als Trainer
mit Racing Santander
- Aufstieg in die Primera División: 2001/02

mit dem CD Lugo
- Meister der Gruppe 1 der Segunda División B: 2010/11
- Aufstieg in die Segunda División: 2011/12

## Familiäres
Setién ist der Schwiegersohn von José Antonio Lozano, der einst ebenfalls als Fußballspieler in Erscheinung trat und in den 1960ern auch für Racing Santander spielte.
Einer seiner Söhne, der 1995 geborene Laro Setién, wurde ebenfalls Profifußballspieler und stand im Laufe seiner Karriere auch bei Racing Santander unter Vertrag. Seit 2020 spielt er beim spanischen Fünftligisten Unión Montañesa Escobedo.

## Privates
Setién ist seit seiner Jugend begeisterter Schachspieler und schloss sich noch in jungen Jahren dem in Santander ansässigen Schachklub Torres Blancas an. Während seiner Zeit bei Betis Sevilla hatte er unter anderem die Möglichkeit gegen den Schachgroßmeister Anatoli Karpow anzutreten. Des Weiteren nahm er an diversen internationalen Turnieren teil und trat auch gegen Garri Kasparow oder den Schachcomputer Deep Blue von IBM an. Des Weiteren verfasse er Schachartikel, unter anderem in der Zeitung El Mundo, und schrieb einen Nachruf auf den Weltmeister Bobby Fischer. Setiéns höchste erreichte Elo-Zahl war 2055, womit er der Kategorie Experte zugeordnet war.
Bis zu seinem Wechsel nach Barcelona lebte Setién in Liencres, einer wenige Kilometer westlich von Santander gelegenen Küstengemeinde.